# Tourville-la-Chapelle
Tourville-la-Chapelle település Franciaországban, Seine-Maritime megyében. Lakosainak száma 609 fő (2018. január 1.). Tourville-la-Chapelle Brunville, Glicourt, Greny, Guilmécourt, Intraville és Petit-Caux községekkel határos.

## Népesség
A település népessége az elmúlt években az alábbi módon változott:
| Lakosok száma | 382  | 365  | 358  | 409  | 451  | 512  | 589  | 609  | 606  | 609  |
|               | 1962 | 1968 | 1975 | 1982 | 1990 | 2008 | 2013 | 2015 | 2017 | 2018 |